# Țesut erectil

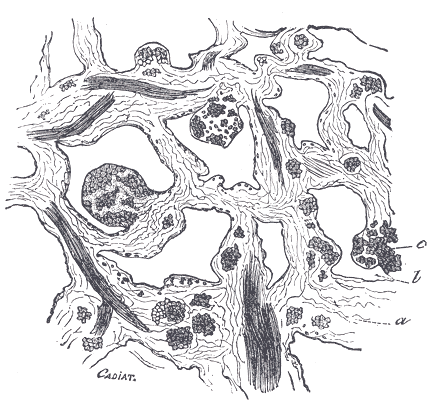
Secțiunea prin corpul cavernos al penisului în stare de repaus:
a - trabecula; b - spații cavernoase; c - secțiune transversală prin fascicule musculare

Țesutul erectil (țesut cavernos) este un tip de țesut alcătuit din numeroase cavități vasculare, capabile să se umple cu sânge, delimitate de pereți compuși din vase sangvine, fibre musculare și conjunctive. Astfel, țesuturile erectile se remarcă prin capacitatea de a se mări în dimensiuni în rezultatul acumulării sângelui în cavități speciale sau prin dilatarea vaselor sangvine.

## Organele genitale
Țesut erectil este prezent în corpii cavernoși și spongioși ai clitorisului (inclusiv ai bulbilor clitoridieni) și penisului. Sub acțiunea excitației sexuale, în spațiile lacunare (cavernele) ale țesutului erectil se acumulează sânge ce determină umflarea corpilor cavernoși, proces denumit tumescență. Tumescența organelor erectile determină erecția clitorisului la femeie și, respectiv, a penisului la bărbați.
Spre deosebire de corpii cavernoși care devin turgescenți și rigizi, fluxul sângelui în corpii spongioși este mai redus. Această prezint o importanță pentru bărbați, fiindcă corpul spongios previne comprimarea uretrei de către corpii cavernoși, permițând ejacularea spermei. 
La femeie, dilatarea corpurilor spongioși (reprezentați de bulbii clitoridieni) strâmtorează intrarea în vagin, favorizând atașarea intimă a pereților vaginali și a penisului în timpul actului sexual.

## Alte organe
Țesutul erectil se întâlnește în alcătuirea tunicii mucoase a cavității nazale ce prezintă plexuri venoase care în cazul unor stimulări nervoase se dilată și devin turgescente. De asemenea, proprietăți erectil se manifestă și în unele structuri ale urechii, uretrei și regiunii perianale (plex venos rectal).